# Gaël Zulauf
Gaël Zulauf (15 luglio 2000) è uno sciatore alpino svizzero.

## Biografia
Specialista delle prove veloci attivo dal dicembre del 2016, Gaël Zulauf ha esordito in Coppa Europa il 9 dicembre 2019 a Santa Caterina Valfurva in combinata (32º) e ai Mondiali juniores di Bansko 2021 ha vinto la medaglia di bronzo nel supergigante; ha debuttato in Coppa del Mondo il 28 dicembre 2024 a Bormio in discesa libera (48º) e il 16 gennaio 2025 ha conquistato a Pass Thurn nella medesima specialità il primo podio in Coppa Europa (2º). Non ha preso parte a rassegne olimpiche o iridate.

## Palmarès

### Mondiali juniores
- 1 medaglia:
  - 1 bronzo (supergigante a Bansko 2021)

### Coppa Europa
- Miglior piazzamento in classifica generale: 13º nel 2025
- 4 podi:
  - 1 secondo posto
  - 3 terzi posti

### Campionati svizzeri
- 3 medaglie:
  - 1 argento (supergigante nel 2020)
  - 2 bronzi (discesa libera nel 2023; supergigante nel 2025)